# Comunitat Catalànica

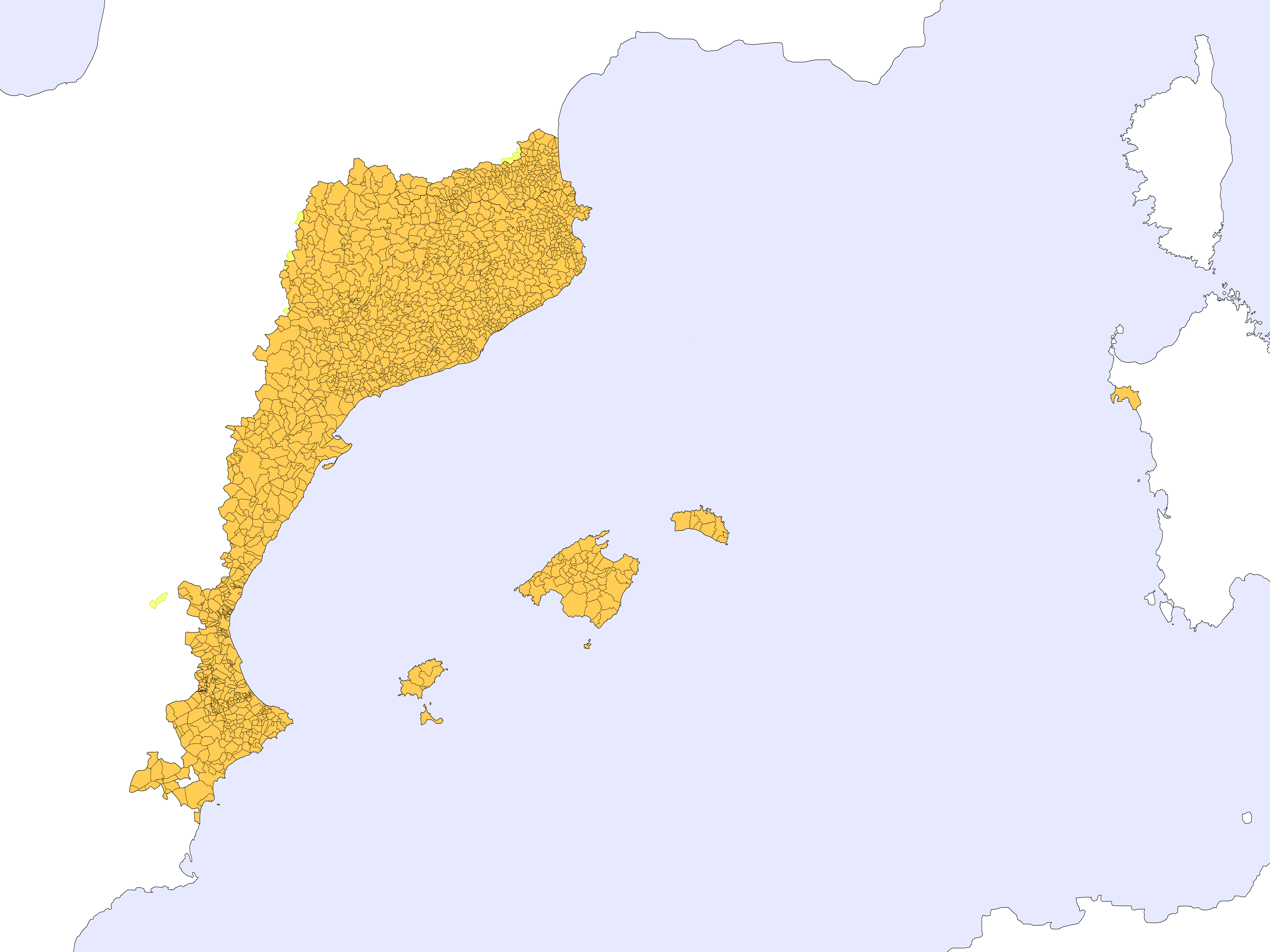
Un mapa dels Països Catalans on sols apareixien els municipis catalanoparlants va ser una de les causes que expliquen l'aparició de la carta-manifest.

El terme Comunitat Catalànica i el gentilici catalànic va ser proposat per Miquel Adlert i altres valencianistes com a nom i concepte alternatiu per als Països Catalans, amb la intenció de determinar un nom que fóra acceptat per tots els territoris de llengua catalana. Així s'expressava la seua necessitat en una carta manifest a Serra d'Or, juny 1961, núm. 6, signat, entre d'altres, per Alfons Verdeguer, Xavier Casp, Miquel Adlert, Jaume Bru i Vidal, Alfons Cucó, Rafael Villar i Beatriu Civera:
| « | per al dit conjunt de València, Mallorca i Catalunya acceptem la denominació suggerida fa poc per Miquel Adlert Noguerol de "Comunitat Catalànica", on la primera paraula indica el tipus d'unió que existia i és el que acceptem, i la segona afirma la unitat de llengua i cultura, alhora que ens dona un gentilici comú i nou per a tots, que conservem així els antics, junt amb les denominacions de sempre per a les nostres terres". | » |

## Rerefons
En novembre de 1960 es publica el número en homenatge a Jaume Vicens Vives de la revista Serra d'Or, on Joan Fuster realitza una col·laboració on fa referència a un dels darrers escrits del català, Presència valenciana, que va ser escrit en el número de maig de la mateixa publicació. Al text, Fuster reclamava la catalanitat dels valencians, fet que provocà una carta en resposta del grup Torre, on es desmarcaven d'aquelles afirmacions i d'una felicitació de nadal repartida per la revista on apareixia el mapa dels Països Catalans. A la carta, reivindicaren el fet diferencial valencià, el nom de València per al conjunt del País, proposant el concepte de comunitat catalànica com a alternativa als Països Catalans. Encara hi hauria una tercera carta on Fuster compararia la reacció dels signants de la seua carta amb El perill català de Josep Maria Bayarri, i considerant que la carta apareixia per la puixança del catalanisme en el minoritari grup de lletraferits de la València de postguerra. Des d'eixe moment el món del valencianisme de postguerra comença a dividir-se en dos vessants contraposades, trencament que es faria definitiu poc després, quan Xavier Casp, Miquel Adlert i els integrants que restaven al grup Torre enviarien una carta a Las Provincias desmarcant-se de Joan Fuster i la seua ideologia arran de la polèmica que hi hagué a la premsa valenciana arran de la publicació del llibre El País Valenciano.

## Legat
Amb l'arribada de la transició democràtica espanyola, Casp i Adlert abraçarien el secessionisme lingüístic, i es retractarien i, fins i tot, negarien haver signat aquestes paraules. El terme catalànic ha estat alguns dels considerats (entre d'altres, com ara, català/valencià) per l'Acadèmia Valenciana de la Llengua en el seu dictamen del 9 de febrer de 2005. Per evitar aquests problemes, anteriorment ja s'havia proposat el neologisme bacavès o cavabànic com a denominació sintètica de català-valencià-balear. La carta manifest, amb la resposta de Joan Fuster, es troben reproduïdes al llibre Un País Sense Política.